# Drchlavský vrch
Drchlavský vrch (376 m n. m.) je vrch v okrese Česká Lípa Libereckého kraje, ležící asi 1,5 km jižně od vsi Drchlava, na stejnojmenném katastrálním území.

## Popis vrchu
660 metrů severovýchodně leží blízký Mariánský vrch.

## Geomorfologické zařazení
Vrch náleží do celku Ralská pahorkatina, podcelku Dokeská pahorkatina, okrsku Polomené hory, podokrsku Dubská pahorkatina a Drchlavské části.

## Přístup
Nejbližší dojezd automobilem je k silnici Dubá – Dřevčice (po ní vede i hranice CHKO Kokořínsko) západně od vrchu. Odtud vedou cesty po západním svahu a napojuje se i cesta po východním svahu. Na samotný vrchol nevede žádná oficiální cesta.